# 태평로2가 지하배수로
태평로2가 지하배수로(太平路二街 地下排水路)는 서울시의 근대화 과정 및 도시발달사를 상징하고, 근대 토목사의 발전단계를 보여주며, 전국적으로 희귀하게 남아 있는 유산이다. 2015년 3월 19일 서울특별시의 기념물 제41호로 지정되었다.

## 지정 대상

### 문화재 지정대상
- 지하배수로 2개 구간(상류구간, 하류구간)
- 동 배수로가 점하는 토지 1필지 / 토지면적 총 145.6m2

### 보호구역 지정대상
- 서울특별시 중구 태평로2가 113-1 등 총 10필지 /토지면적 총 6,992.1m2

## 지정 사유
시 기념물 제38호 “서울광장 지하배수로”· 제39호 “남대문로 지하배수로”와 함께 서울시의 근대화 과정 및 도시발달사를 상징하고, 근대 토목사의 발전단계를 보여주며, 전국적으로 희귀하게 유존하는 유산이라는 점에서 학술적‧기술적‧문화적 가치가 크며, 현재까지도 배수로로 활용될 만큼 보존상태도 양호하다.
또한, 앞서 지정된 두 지하배수로와는 또다른 구조와 축조방식을 가지고 있으며 완전히 노출된 단면자료가 확보됨에 따라 새로운 학술자료의 축적을 이루고 있다.

## 조사 보고서
“태평로2가 지하배수로”는 서울메트로에서 시행하는 시청역사 시설개선공사 도중 발견된 것으로 서울광장에서 남대문에 이르는 세종대로의 일부 구간에 소재하고 있음이 조사·확인되었다. 유수방향은 남대문방향에서 서울광장 방향으로, 2013년 기 조사된 시 기념물 제38호 “서울광장 지하배수로”의 간선으로 연결된다.
이 배수로는 시점과 종점의 바깥 방향과 그 사이 중간이 현대식 하수관으로 교체되어 일제강점기에 축조된 적벽돌 배수로는 남대문에 가까운 쪽의 일부와 서울광장에 가까운 일부분만 잔존하고 있는 것이 확인되었다. 배수방향을 기준으로 남대문 쪽 구간을 ‘상류구간’, 서울광장 쪽 구간을 ‘하류구간’이라 지칭하였다.
공사 시 노출된 곳은 하류구간의 종점으로 “서울광장 지하배수로”와 가장 가까운 쪽에 해당한다. 공사로 인해 일부 훼손된 구간이 복원되었으며 그 과정에서 근대배수로의 완벽한 단면의 상세자료가 최초로 확보된 의의가 있다. 그러나 배수로의 나머지 구간에 대한 잔존규모에 대한 조사는 관거의 지름이 1m도 되지 않고 내부에 하수유량이 많아 직접적인 내부조사가 불가능하여 서울시 중구청 안전치수과 하수팀에서 촬영된 CCTV 자료를 근거로 파악하였다. 각 구간 내에서도 배수방향을 기준으로 시점과 종점을 구분하였다.

### 상류구간
상류구간의 시점은 남대문에 가까운 쪽으로 현재 준설토로 막혀 있는 상태이다. 상류구간의 관거 구조는 하부를 콘크리트로 구축하고 상부에 적벽돌 아치를 쌓은 형태이다. 아치에 사용된 벽돌은 21개로, 상류구간은 부분적으로 단면이 달라지는데 일부는 단면이 계란형이고, 일부는 노출된 곳과 같이 모서리가 둥근 역사다리꼴 단면인 것으로 파악되었다. 상류구간의 연장은 측량 결과, 약 87.6m로 확인되고 있으며, 내부의 규모는 가로폭 약 0.7m가량으로 추정되고 있다.

### 하류구간
상류구간 종점에서부터 비굴착구간이 약 126m 확인되고 이후 약 33m의 흄관이 확인된다. 동 지점에서 관거 내 하수 수위가 높아 촬영이 불가능하여 현대식 관거로 교체된 지점을 확인할 수 없었다. 이에 반대로 노출된 하류 종점에서부터 근대배수로의 잔존구간을 확인하였으나, 상류방향으로 약 69m 지점까지는 확인되었으나, 동 지점부터는 또 관내에 준설토가 쌓여 근대배수로 잔존구간의 종점이 확인되지 않았다.
이와 같이 현대식 관거와 근대배수로의 교체지점이 확인되지 않았지만, 확실하게 현대식 관거임이 확인된 지점 이후로는 근대배수로의 잔존 가능성이 있어 문화재 구역으로 지정하여 보호할 필요가 있으므로 문화재구역은 하류 종점에서 흄관의 종점이 확인된 지점까지 약 97.1m(근대배수로가 확실하게 확인된 구간은 약 69m)의 구간을 문화재구역으로 지정하였다. 해당 구간의 관로폭은 하류 종점에서 약 0.98m의 폭으로 확인되고 있다.

### 하류종점 노출 단면의 상세
앞서 간략이 언급한 바와 같이 공사로 인해 지하배수로의 종단면 전체가 노출되어 2013년에 조사된 “서울광장 지하배수로”와 “남대문로 지하배수로”에서는 확인할 수 없었던 벽돌구조물 뒤쪽의 구조가 확인되었다. 이 노출된 부분이 하류구간의 종점에 해당한다. 배수로의 하부는 잔자갈을 포함한 콘크리트이며, 상부는 적벽돌을 마구리방향으로 반원 형태의 아치형으로 쌓고 바깥쪽은 잔자갈이 많이 섞인 무근콘크리트를 두께 약 85~98mm로 둘렀다.
하부콘크리트는 상부 조적과 만나는 부분의 크기가 약 250mm의 두께이다. 내부 바닥형태는 담수와 슬러지로 인해 그 상세는 불명이지만, 둥근 역사다리꼴(‘⊔’형태) 정도로 추정되는 무근콘크리트 구조로 추정된다. 전체의 규모는 높이 1,272mm(현재 바닥 콘크리트 기준), 폭 1,479mm이며, 바닥 내부의 너비는 980mm정도이다.
배수로의 상부에는 적벽돌 23장로 반원형태의 아치를 만들었는데 수직보다 수평이 긴 넓적한 타원형 형태(수평반경 490mm, 수직반경 456mm)이다. 적벽돌의 막힌줄눈의 크기는 안쪽은 3~10mm, 바깥쪽은 13~20mm으로, 아치를 이루고 있으며 적벽돌의 크기는 길이 233~234mm, 세로 109~110mm, 높이 59~63mm이다.

### 기 조사된 근대배수로와의 비교

#### 구조
“서울광장 지하배수로”의 간선과 지선1은 하부까지 모두 조적으로 쌓은 원형 배수관이다.
“서울광장 지하배수로” 지선2와 “남대문로 지하배수로” 상류구간, 하류구간은 하부를 콘크리트로 만들었다. “서울광장 지하배수로” 지선2의 전체적인 형태는 계란형으로서 상부는 적벽돌을 이용하여 부채꼴 형태로 만들고, 하부는 유선형으로 콘크리트를 타설했다. 조적부분은 0.5B 쌓기(반매 쌓기) 또는 1.0B 쌓기(한매 쌓기)로 추정되고 있다.
“남대문로 지하배수로”는 상류구간과 하류구간 모두 상부는 조적, 하부는 콘크리트인 구조이다. 상류구간은 0.5B 쌓기로 축조되었고, 하류구간은 1.0B 쌓기로 축조되었다.
현재까지 발견된 근대배수로로 볼 때, 구조(전면조적 또는 상부조적)에 있어서는 차이가 있으나, 하수가 흐르는 하부는 구조에 관계없이 콘크리트 또는 모르타르로 외면을 처리하고, 상부는 벽돌이 노출되는 방식이라는 점에서 형식적 유사성이 있다.
한편, 단면 형태는 원형, 계란형, 마제형까지 3가지 종류가 있는데 관거의 크기를 살펴보면, 원형배수로는 내경이 약 1.4~1.8m, 계란형과 마제형은 1m 안쪽이다. 관경이 작게 설계된 부분에서 슬러지 침전을 방지하게 위해 계란형이나 마제형으로 설계하여 유속을 빠르게 하도록 의도한 것으로 추정된다. 사례가 적어 단정하기는 어려우나 현재까지의 사례로 볼 때는 관경이 큰 것은 조적으로만 구성되었고, 관경이 작은 편인 계란형이나 마제형은 상부 조적+하부 콘크리트의 경향이 있어 축조방식의 차이가 규모에 따라 생겨났을 가능성도 배제할 수 없다.
또한 현재까지 발견된 근대배수로의 벽돌 쌓기방식은 1.0B쌓기와 0.5B쌓기가 나타나는 데, 이는 관거의 구조적 안정성과 관계가 있을 것으로 추측되나, 현재로서는 단면형태나 관거 규모와 연관되는 증거를 찾지 못하여 속단할 수 없다.

#### 재료
기존에 발견된 중구 관내 근대배수로에 사용된 벽돌은 22~23×10.5~11×6cm 내외 벽돌과 두께가 더 얇은 22~23×10.5~11×4.5cm 내외로 크게 2종류로 볼 수 있다. 전자는 “서울광장 지하배수로” 간선, 지선1과 “남대문로 지하배수로”에 사용되었고, 후자는 “서울광장 지하배수로” 지선2에 사용되었다. “태평로2가 지하배수로”의 조적 아치에 사용된 적벽돌은 “서울광장 지하배수로”와 “남대문로 지하배수로”에서 사용된 것과 크기와 색, 재질 등도 유사하여 동일한 벽돌로 추정된다.
“태평로2가 지하배수로” 하부에 사용된 콘크리트 역시 무근콘크리트로서 골재의 크기나 모르타르의 성분이 기존에 발견된 근대배수로에 사용된 콘크리트와 유사한 것으로 추정된다.

### 조성시기
조선시대 물길은 주로 석축으로 호안을 쌓고 개방하는 방식이었고, 이후 등장한 재료가 적벽돌과 콘크리트였으며, 1918년 시작된 경성 제1기 하수개수공사부터는 철근콘크리트관이 사용되기 때문에 벽돌배수관 조성시기의 하한은 1918년 이전이면서 하수 개수 계획이 본격적으로 실행되고 있지 못하였던 1915년 정도로 추정해 볼 수 있다. 상한은 적벽돌의 생산량이 확대되기 시작한 탁지부 연와(煉瓦:벽돌)제조소의 출범(1907년)과 같은 시기에 생겨난 한성위생회(경성지역 위생개선을 위해 설립)의 등장으로 인해 적벽돌의 배수로가 조성되기 시작한 것으로 추론해 볼 수 있다. 특히 한성위생회는 1908~1909년 사이 연와제조소 생산 연와를 대량으로 공급받아 사용한 기록이 있는데 이 연와가 배수로 축조와 관련될 가능성도 있다고 추정된다.
또한 조선시대 현 세종대로 부근에 남북방향으로 흐르는 하천은 정릉동천의 남쪽 지류로, 정릉동천의 한 갈래는 현재 러시아공사관 부근에서 발원하여 정동길을 따라 흘러내렸으며, 다른 한 갈래는 현 삼성플라자 부근에서 발원하여 세종대로를 따라 흐르다가 덕수궁 대한문 앞에서 두 물길이 합류하게 되어 있다. “태평로2가 지하배수로”는 남쪽에서 발원하는 이 정릉동천 물길과 관련이 있는 것으로 추정되며, 합류된 물길은 서울시청 서남쪽에서 동북쪽을 가로질러 다동의 남대문로9길, 삼각동의 남대문로10길을 따라 청계천 본류와 합류한다고 하므로 이는 “서울광장 지하배수로”와 관련이 있는 것으로 추정된다.
결국 “태평로2가 지하배수로”의 조성시기는 기 조사된 “서울광장 지하배수로” 및 “남대문로 지하배수로”와 마찬가지로 1907~1918년 사이에 조성된 것으로 추정된다.

### 조사 성과와 역사적 가치
“태평로2가 지하배수로”의 발견은 다음과 같은 점에서 큰 의미가 있다. 첫째, 하부 콘크리트 바닥을 평평하게 처리한 마제형 단면의 적벽돌 근대배수로의 실체가 확인되었다. 둘째, 상류구간에서는 계란형과 마제형이 번갈아가며 나타나는 것으로 추정되는데, 단면형태의 변화가 매끄럽게 이루어지는 것으로 볼 때 축조 당시부터 일체로 조성된 것으로 생각된다. 셋째, 공사로 인해 일부 구간이 노출되어 발견됨으로써 적벽돌 뒤채움 구조를 확인할 수 있었다는 것도 이번 조사의 중요한 성과라고 할 수 있다.
“태평로2가 지하배수로”는 “서울광장 지하배수로”와 함께 조선시대 물길을 근간으로 하여 조선말기 및 일제강점기의 근대 기술을 도입하여 재구축한 역사적인 유적으로 희소한 문화유산이자 서울시의 근대화 과정 및 도시발달사를 상징하는 유산으로서 중요한 가치와 의의가 있다. 또한 근대 토목사의 발전단계를 보여줌과 동시에 지금까지도 사용되고 있어 근대문화유산의 활용이 이루어지고 있다는 점에서도 학술적‧기술적‧문화적 가치가 높다.

## 같이 보기
- 서울광장 지하배수로 - 서울특별시 기념물 제38호
- 남대문로 지하배수로 - 서울특별시 기념물 제39호
- 정릉동천

## 참고 자료
- 태평로2가 지하배수로 - 국가유산청 국가유산포털